# Seraina Friedli
Seraina Friedli (Samedan, 20 marzo 1993) è un'ex calciatrice svizzera, di ruolo portiere. Ha giocato 10 partite con la maglia della nazionale svizzera, venendo inclusa nella rosa per due campionati europei ed un campionato mondiale.

## Carriera

### Club
Seraina Friedli cresce calcisticamente nel Lusitanos de Samedan, società con sede a Samedan, nel Canton Grigioni, e con la quale rimane dal 2005 al 2011 tranne all'inizio della stagione 2010-2011, trasferita al Thusis - Cazis, società con cui gioca anche dal febbraio 2011 fino al termine della stagione 2011-2012.
Durante l'estate 2012 sottoscrive un accordo con le campionesse in carica dello Zurigo per giocare in Lega Nazionale A dalla stagione entrante, venendo ceduta in prestito al Baden militante in LNB dopo il calciomercato invernale. Rientrata in rosa dalla stagione seguente, condivide il percorso della squadra che la vedrà conquistare quattro volte il titolo di Campione di Svizzera e due Coppe Svizzere, facendo inoltre il suo debutto in UEFA Women's Champions League durante la stagione, nell'incontro del 16 agosto 2012 dove la sua squadra si impone per 8-0 sulle lituane del Gintra Universitetas.
Durante il calciomercato estivo 2018 decide di trasferirsi allo Young Boys, per affrontare con la società di Berna il campionato di Lega Nazionale A 2018-2019.
Nell'estate 2020 va a giocare per la prima volta all'estero, accordandosi con le italiane del Florentia San Gimignano. La permanenza al Florentia San Gimignano è durata una sola stagione, al termine della quale la società ha ceduto il titolo sportivo, svincolando tutte le calciatrici. Friedli è, successivamente, tornata in Svizzera, andando a giocare all'Aarau.
Dopo aver giocato un'altra stagione ancora allo Zurigo e qualche mese all'Anderlecht, a metà novembre 2023 ha annunciato il ritiro dal calcio agonistico.

### Nazionale
Friedli inizia ad essere convocata dall'Associazione Svizzera di Football dal 2016, selezionata dal commissario tecnico Martina Voss-Tecklenburg per vestire la maglia della nazionale maggiore impegnata all'edizione 2017 della Cyprus Cup. Durante il torneo fa il suo esordio giocando tutti i 90' dell'incontro del 6 marzo dove la Svizzera si impone per 6-0 sulle avversarie dell'Italia, festeggiando con le compagne la vittoria ottenuta nella finale dell'8 marzo superando per 1-0 la Corea del Sud.

## Palmarès

### Club
- Campionato svizzero: 5

Zurigo: 2013-2014, 2014-2015, 2015-2016, 2017-2018, 2022-2023
- Coppa Svizzera: 2

Zurigo: 2014-2015, 2017-2018

### Nazionale
- Cyprus Cup: 1

2017